# Fossa di Porto Rico

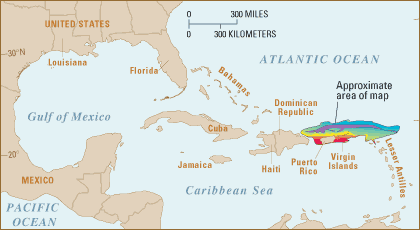
Localizzazione della fossa di Porto Rico.

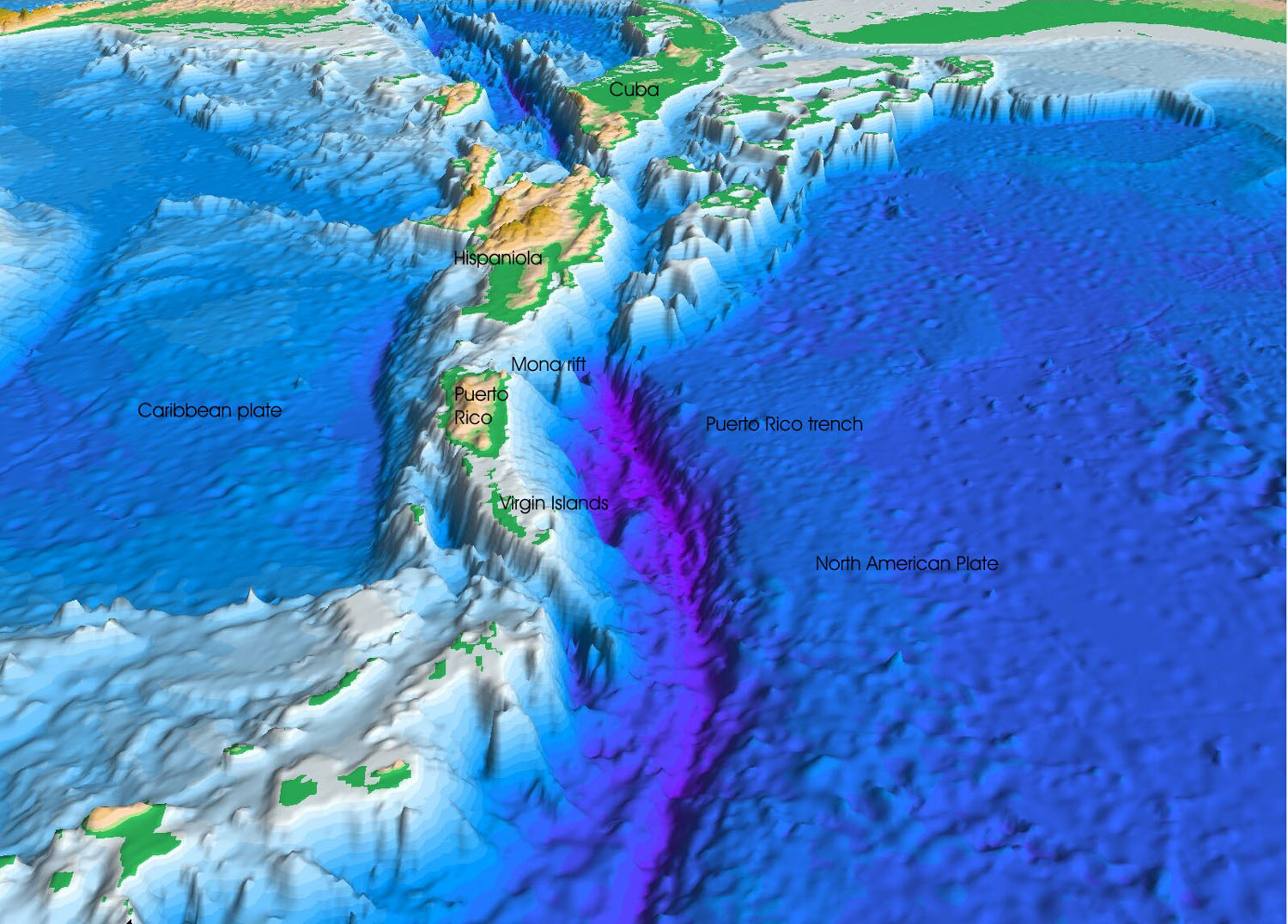
Prospettiva della fossa di Porto Rico.

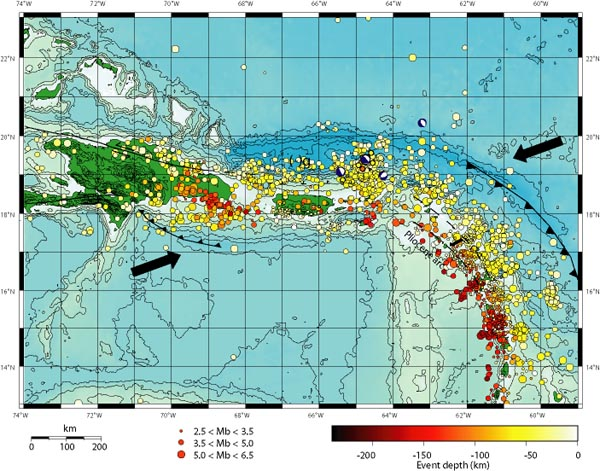
Mappa tettonica e sismica della fossa di Porto Rico. Le frecce indicano la direzione della placca nordamericana e di quella caraibica (USGS).

La fossa di Porto Rico è una fossa oceanica situata circa 127 km a nord dell'isola di Porto Rico, nell'oceano Atlantico.
La fossa di Porto Rico è la più grande e la più profonda dell'oceano Atlantico, avendo una lunghezza di 1.754 km e una larghezza di 96 km; il suo punto più profondo, chiamato abisso Milwaukee, si trova ad una profondità di circa 8.300 metri sotto il livello del mare.
Dal punto di vista geologico, la fossa segna parte del confine fra la placca caraibica e quella nordamericana, nel quale la prima subduce al di sotto della seconda. Come tutte le zone di subduzione, l'area della fossa di Porto Rico è stata colpita da parecchi terremoti molto violenti, fra i quali si possono ricordare quelli del 1918 (magnitudo 7,3), del 1943 (magnitudo 7,8), del 1946 (magnitudo 8,0) e una serie di scosse fra il 1946 e il 1953 di magnitudo compresa fra 7,0 e 7,6.